# Кинематограф Нидерландов
Кинематограф Нидерландов — национальное киноискусство и киноиндустрия Нидерландов. За всю историю страны снято более тысячи художественных и несколько сотен документальных фильмов. Наивысшего расцвета художественное кино достигало в 1910-е, 1930-е, 1970-е и 1990-е. Наиболее признанными режиссёрами являются Йорис Ивенс и Пол Верховен. Голландская школа анимации и школа документального кино также имеют высокие заслуги.

## История

### Раннее кино
Этот период отмечен доминированием иностранного европейского и в большей степени французского кино на кинорынке Голландии.
В 1898 оператором Махиелем Ладде (нидерл. Machiel Laddé) сняты первые фильмы: «Бассейн для молодёжи в Амстердаме» (нидерл. Zwemplaats voor Jongelingen te Amsterdam), «Растревоженный рыбак» (нидерл. Gestoorde hengelaar), «Играющие дети» (нидерл. Spelende kinderen), которые не сохранились. Их показывали в «передвижном кинотеатре» Кристиана Сликера. В 1905 году открылся офис компании «Pathé», который продавал фильмы передвижным кинотеатрам в Амстердаме.
В 1911 в Харлеме была создана первая киностудия (работала до 1919), которая выпускала документальные и короткометражные художественные фильмы.
Благодаря нейтралитету Нидерландов в Первой мировой войне в стране бурно развивался кинематограф. Первый полнометражный художественный фильм «Неверность» (нидерл. Ontrouw, 1911, реж. Луис Хриспейн) был спродюсирован Ф. А. Ноггератом мл. (нидерл. F.A. Nöggerath Jr.), основателем первой киностудии. Кроме него француз Альфред Машен снимал для студии Pathé мельницы и рыбаков. Наиболее плодовитым режиссёром эпохи немого кино стал Мориц Бингер. Однако сохранилась лишь малая часть голландских немых фильмов.
В 1921 году дистрибьюторы и прокатчики объединились в Союз Голландского Кино (NBB), ставший крепостью голландского кино на следующие полвека. В том же году А. Тушинский открыл кино палас в Амстердаме.
В 1920-х гг. из-за сильной конкуренции со стороны немецких и американских фильмов кинопроизводство почти прекратилось. В 1927 в Амстердаме группой молодых кинематографистов во главе с Йорисом Ивенсом было создано объединение «Фильм-лига», стремившееся обновить язык кино и придать кинематографу социальную направленность.
Деятельность этой организации подготовила в 1930-е годы успех нидерландского документального кино. В 1934 появляются фильмы: «Мёртвая вода» (реж. Герард Рюттен) и «Зёйдер-Зе» (реж. Йорис Ивенс). Среди других значительных произведений документального кино: «Мир кристаллов» (реж. Я. Мол) и «Остров Пасхи» (реж. Джон Ферно) — оба 1934, «Старый город» (1935, реж. В. Тухинский), «Баллада о цилиндре» (1936, реж. М. де Хае).
В 1926 году введена цензура законом, утверждённым в Парламенте. Через «Комитет киноцензуры» (нидерл. Centrale Commissie voor de Filmkeuring) проходили все фильмы вплоть до 1977 года. Основная причина — защита детей, которые посещали кинотеатры в большом количестве. Руководили комитетами мэры городов, обращавшиеся в некоторых случаях к третьей стороне.
Для нидерландской школы документального кино был характерен поиск новых средств выразительности, поэтическое отражение действительности в сочетании с острой публицистичностью, противопоставление коммерческому кинематографу. Художественные ленты 30-х годов были намного ниже уровня документальных фильмов.
Звуковое кино пришло относительно поздно в Нидерланды. В 1934 г. вышел первый звуковой художественный фильм «Вильгельм Оранский» (реж. Ян Тёниссен). Однако зрителям больше нравился второй звуковой фильм «Моряки» (1934, нидерл. De Jantjes). Картины ставили эмигранты из Германии: Людвиг Бергер («Пигмалион» по Б. Шоу, 1937, с участием известной актрисы Лили Бауместер), Фридрих Цельник («Завтра будет лучше», 1938) , Макс Офюльс, Дуглас Сирк. Всего до 1940 года в стране было снято 37 фильмов, 21 из которых сняты немецкими режиссёрами. Протесты со стороны голландских киномехаников в 1934 году привели к тому, что немецким режиссёрам ставился в условие наём голландских ассистентов.
В годы оккупации страны голландское кинопроизводство, основанное главным образом на театральных пьесах и театральной режиссуре, несмотря на попытки нидерландских национал-социалистов, прекратилось, а немецкое составило 18 фильмов. 32 кинотеатра было разрушено. Введён запрет на показ английских, французских и американских фильмов. Однако несмотря на это посещение кинотеатров стремительно росло в 1943—1945 гг., и в 1946 г достигло исторического максимума, после чего постепенно снижалось, особенно после появления телевидения в конце 1950-х годов.

### После Второй мировой войны
В послевоенный период абсолютное большинство художественных фильмов на голландских экранах — из США.
Было создано несколько документальных фильмов, возродивших традиции нидерландской документальной школы: «Последний выстрел» (1945, реж. Джон Ферно); «На дороге вместе» (1946, реж. Отто ван Нейенхоф) о Движении Сопротивления; «Индонезия зовёт» (1946, Йорис Ивенс), вызвавший раскол в стране.
В 1948 году основан «Киноинститут в Амстердаме». Создана «Ассоциация научного кино» (1951).
В 1950—60-х годах международную известность принесли документальные и научно-публицистические фильмы: Яна Корнелиса Мола — «От Левенгука до электронного микроскопа» (1951); Макса де Хаса — «Маскарад» (1952), «Амстердам — город на воде» (1957); Xерман ван дер Хорста — «Мы бросаем сети» (1952), «Пан» (1962); Берта Ханстры — «Рембрандт, мастер портрета» (1956), «Стекло» (1958); Йориса Ивенса — «Сена встречает Париж» (1957), получивший «Золотую пальмовую ветвь».
К началу 60-х документальное кино получило новое развитие. По сравнению с предыдущими лентами, герои в меньшей степени становились метафорами, а в большей степени личностями. Мастера документальной кинематографии создали интересные фильмы: Берт Ханстра — «12 миллионов» (1964), «Голос воды» (1967); Джон Ферно — «Под небом Голландии» (1967). Луис ван Гастерен анализировал свои снимки, касающиеся произвола полиции в отношении студента в фильме «Потому что мой велосипед стоял здесь» (1966). Лента Яна Вреймана (нидерл. Jan Vrijman) «Реальность Карела Аппеля» (1962), не получив никакого положительного отклика в Голландии, была награждена «Золотым медведем» в Берлине.
Среди художественных фильмов: «Фанфары» (1958, реж. Берт Ханстра) о жизни голландской деревни; «Дженни» (1958, реж. Вилли ван Хемерт) о трагической судьбе девушки (первый «чикфлик»); «Коллеги, прекратите шум» (1960, реж. Фонс Радемакерс) — комедия из жизни мелких буржуа. Фильм «Нападение» (1962, реж. Пол Рота) рассказывал о борьбе голландцев во Второй мировой войне; фильм «Как две капли воды» (1963) Фонс Радемакерса во многом демифицировал роль героев Движения Сопротивления.
В 1958 году основана Академия кино (с 4-летним курсом обучения), а вышедшие из её стен студенты попадали под влияние Французской новой волны.
С 1965 государство оказывает кино финансовую помощь, в кино приходит новое поколение кинематографистов. Находят отражение актуальные проблемы действительности: «Бесславное возвращение Йозефа Катуса в страну Рембрандта» (1966, реж. Вим Верстаппен и Пим де ла Парра); «Паранойя» (1967, реж. Адриан Дитворст) и «Вырождение Свипов» (1967, реж. Эрик Терпстра). Вим Вертаппен и Пим де ла Парра сняли ещё 13 фильмов, включая написанный совместно с Мартином Скорсезе «Obsessions» (1969). Выпускник «Голландской кино академии» и римского «Экспериментального центра кинематографии» Франс Вейс выступил с дебютным экспериментальным фильмом «Девушка-гангстер» (1966), достигшим коммерческого успеха.
Начало семидесятых стало поворотным для кино. Снимались фильмы: «Анджела» (реж. Николай ван дер Хейде) и «Франк и Ева» (реж. Пим де ла Парра) — оба в 1973 году, а отмеченные натурализмом («Блю муви», 1971, реж. Вим Верстаппен; «Турецкие наслаждения», 1973, реж. Пол Верхувен) добились рекордных кассовых сборов. Так фильм «Турецкие наслаждения» до сих пор является самым посещаемым голландским фильмом (3,3 млн зрителей). Излюбленными героями становились психически больные люди, проститутки: «Рыжая Син» (1974, реж. Франс Вейс), «Дитя солнца» (1975, реж. Рене ван Ни). Коммерческого успеха достиг жанровый фильм Франса Вейса «Грабитель» (1972). В фильмах режиссёра Йоса Стеллинга «Марикен из Неймегена», (1974), «Элкерлик», (1975) в жанре моралите на экранах воссоздавалось средневековье. Экспериментатором в области цвета и техники стал Франс Звартьес: «Это я» (1977), «Пентименто» (1979). Гротеск как основной приём введён в сатирические ленты: «Доктор Пулдер сеет мак» (реж. Берт Ханстра) и «На переезде» (реж. Эрик ван Зейлен) — оба 1975 года.
Значительным достижением кино стал фильм «Макс Хавелар» (по Мультатули, 1976, реж. Радемакерс), разоблачающий колонизаторскую политику Нидерландов в Индонезии в 19 веке, а также антифашистские фильмы «Солдат королевы» (1977, реж. Пол Верхувен) и «Пастораль 1943» (по Симону Вестдейку, 1978, реж. Вим Верстаппен).
Проблемы развивающихся стран нашли отражение в документалистике: «Сообщение из Биафры» (1969, реж. Луис ван Гастерен), «Революция в Африке» (1972, Йохан ван дер Кёкен, Р. Кербос), «Пограничный перекрёсток» (1974, реж. Франс Бромет). К теме преступлений фашизма возвращает фильм «Тень сомнения» (1975, реж. Р. Ортел).
Благодаря кассовым хитам Пола Верхувена голландские актёры Рутгер Хауэр и Йерун Краббе достигли мирового признания. Сам Пол Верхувен и оператор Ян де Бонт начали успешную работу в Голливуде.
Пик посещения голландцами кинотеатров пришёлся на 1978 год, когда шёл показ голливудских фильмов «Бриолин» и «Лихорадка субботнего вечера», а затем показатели посещаемости упали вплоть до середины 1990-х.
В начале 1980-х большинство голландских фильмов проваливалось в прокате, многие режиссёры только начинали карьеру, финансирование кинопроизводства было недостаточным. Государство учредило два фонда для обеспечения деньгами производителей: Фонд Голландского Кино и Фонд Копродукции и внутреннего вещания. В 1993 году последний объединился с Фондом Производства, став Нидерландским Кинофондом.
Престиж голландского кино вырос после получения «Оскара» за фильмы «Нападение» (1986) Фонса Радемакерса, «Антония» (1995) Марлен Горрис и «Характер» (1997) Майка ван Диема. Комедийный хит «Странная семейка Флоддер» (1986) Дика Маса породил сиквелы, но в целом, успех голландского кино оставался нестабильным.
В 1998 году Министерство экономики разработало программу по уменьшению налогов для частных инвесторов, что позволило привлечь 200 млн евро в индустрию в течение пяти лет. Доля снимаемых в Голландии фильмов выросла с 3,7 % в 1997 году до 13,6 % в 2003 году. Начало расти количество детских фильмов. Среди них — «Абелтье—летающий мальчик» (1998) и «Леди-кошка» (2001). Программа Министерства завершилась в 2003 году.
Режиссёры, которые были ограничены в средствах, снимали необычное кино. Роберт ван Вестдейк снял картины «Маленькая сестра» (нидерл. Zusje, 1995), «Сибирь» (1998). Эдди Терсаль снял «Симон» (2004).

## Анимация
Одним из пионеров голландской анимации был венгр Георг Пал, основавший в 30-е студию в Эйндховене и снимавший анимационную рекламу, в том числе и для Phillips. Перед второй мировой войной он уехал работать в Голливуд, но оставил в Голландии учеников. Во время войны снимались пропагандистские мультфильмы.
В 50-е и 60-е производилась рекламная, промышленная и образовательная анимация такими режиссёрами как Мартен Тондер, (нидерл. Marten Toonder) — «Toonder Studio» и Йоп Гесинк, (нидерл. Joop Geesink) — «Dollywood».
В 70-е и 80-е количество мультипликаторов, снимающих короткометражные фильмы, значительно выросло, благодаря финансовой поддержке государства и росту интереса к анимации среди продюсеров.
Современная мультипликация Голландии имеет свой особый почерк, на который не влияет международная мода, и даже среди молодых режиссёров компьютерные фильмы единичны. Главное достояние анимации Нидерландов — рисованное кино. Среди авторов выделяются датчанин Борге Ринг, (дат. Børge Ring), сделавший всего три фильма, два из которых номинировались на Оскар, Герик ван Дриссен с картинками, на ходу меняющими очертания и пропорции, а также Михаэль Дудок де Вит, чьи произведения получают высшие оценки зрителей.
Победителями и номинантами многих фестивалей состояли отталкивающийся от классического искусства художник-аниматор Мартен Коопман, абстракционист Адриаан Локман, минималистка Криста Мускер, постмодернист Росто.
Анимационные фильмы «Анна и Бэлла» (Anna&Bella, 1984) Борге Ринга и «Отец и дочь» (2000) Михаэля Дудок де Вита отмечены «Оскаром».

## Фестивали кино
В 1972 году основан Международный кинофестиваль в Роттердаме.
С 1982 года проводится Нидерландский кинофестиваль в Утрехте.
В 1988 начал работу Международный Кинофестиваль документального кино.

## Киноиндустрия
Киностудии находятся в Гааге, Утрехте и Амстердаме. Работает Музей кино (EYE Film Institute Netherlands, Амстердам). Издавался журнал по вопросам кино «Skoop» (с 1963 по 1993).
По данным на 2004 год в Голландии снимается 30 фильмов в год. Показ европейского кино составляет 70 фильмов, американского кино — 115 фильмов. В стране действует 243 кинотеатра и 690 экранов, рассчитанных на 114,880 зрителей (2004).

## Самые посещаемые фильмы
По данным на 2008 год самыми посещаемыми фильмами голландского производства за всю историю были:
- «Турецкие наслаждения», 1973
- «Фанфары», 1958
- «Циске по прозвищу "Крыса"», (1955, нидерл. Ciske de Rat)
- «Дело есть дело», 1971
- «Блю муви», 1971
- «Странная семейка Флоддер», 1986
- «Кити-вертихвостка», 1975
- «Голландец», 1963
- «Циске по прозвищу "Крыса"», (1984, нидерл. Ciske de Rat)
- «Оранжевый солдат», 1977
- «Флоддеры в Америке», 1992
- «Нападение», (1962, нидерл. De Overval)
- «Нереальная любовь», (2007, нидерл. Alles Is Liefde)
- «Королевство для дома», (1949, нидерл. Een koninkrijk voor een huis)
- «Кроха», (1999, нидерл. Kruimeltje)

## Актёры и актрисы
| - Уиллек ван Аммелрой - Моник ван де Вен - Дерек де Линт - Федя ван Хюэт - Питер Фабер - Хууб Штапель - Ханс Боскамп - Герман ван Вен | - Йерун Краббе - Дерек де Линт - Винсент ван Оммен - Карел Стрёйкен - Харри Хёйс - Рутгер Хауэр - Клара Бовенберг - Нинке Бринкхёйс | - Марушка Детмерс - Сильвия Кристель - Аннет Мальэрб - Сильвия Миллекам - Гузье Недерхорст - Текла Рётен - Карис ван Хаутен - Фамке Янссен |

## Режиссёры
| - Керим Берсанер - Йохан Ван дер Кёйкен - Алекс ван Вармердам - Пол Верховен - Тео ван Гог - Йорис Ивенс - Антон Корбейн - Йерун Краббе | - Йос Стеллинг - Луис Хриспейн - Нушка ван Бракель - Сайрус Фриш - Марлен Горрис - Берт Ханстра - Мартин Колховен - Питер Куйперс | - Леопольд Нанук - Йорам Люрсен - Дик Мас - Тим Олихоек - Фонс Радемакерс - Эдди Терсаль - Ян ван дер Вельде - Майк Ван Дим |

## Операторы
- Эдуард ван дер Энден
- Франс Бромет  (нид.)
- Ян де Бонт
- Антон ван Мюнстер
- Ф. Таммес
- Р. Мюллер
- Гурт Гилтай